# Janusz Różycki (szermierz)
Janusz Różycki (ur. 10 maja 1939 w Warszawie) – polski szermierz i malarz, medalista olimpijski.

## Życiorys
Jest synem matematyka i kryptologa Jerzego Różyckiego. Ukończył Akademię Sztuk Pięknych w Warszawie.
Jako szermierz walczył głównie we florecie. Dwukrotnie startował w igrzyskach olimpijskich. W Rzymie 1960 dotarł do półfinału indywidualnie, a w turnieju drużynowym polski zespół zajął 5.–8. miejsce.
W Tokio 1964 zdobył srebrny medal w turnieju drużynowym (wraz z Różyckim w drużynie startowali Egon Franke, Ryszard Parulski, Zbigniew Skrudlik i Witold Woyda).
Był także drużynowym wicemistrzem świata we florecie z Gdańska w 1963 oraz dwukrotnym brązowym medalistą (także drużynowym) z Turynu w 1961 i Buenos Aires w 1962.
Indywidualnie zdobył mistrzostwo Polski w 1960, wicemistrzostwo w 1959 i brązowy medal w 1967. Siedmiokrotnie był drużynowym mistrzem Polski we florecie i szabli (z zespołem Legii Warszawa).
W marcu 2013 na Uniwersytecie Jagiellońskim w Krakowie otrzymał Medal „Kalos Kagathos".

## Życie prywatne
Przez siedem lat był mężem Christine Paul-Podlasky. Zamieszkał w Londynie. Żonaty ponownie (żona Małgorzata), ma syna Jana.